# Forced-Choice
Die Forced-Choice-Fragetechnik (erzwungene Wahl) ist eine bei psychologischen Tests und Befragungen eingesetzte Technik. Eine Person hat aus mehreren vorgegebenen Möglichkeiten diejenige Antwort auszuwählen, die für ihn am ehesten zutrifft (Fragebogen) bzw. die richtige Lösung ist (Leistungstests). Der Gegensatz ist das freie Antwortformat, wo Antworten selbst formuliert werden können.